# Fairy Gone
Fairy Gone (フェアリーゴーン, Fearī Gōn), est une série d'animation japonaise produite par le studio P.A.Works. Réalisée par Kenichi Suzuki, connu notamment pour ses adaptations de Stardust Crusaders, Drifters et Les Brigades immunitaires, la série compilera un total de 24 épisodes. La diffusion de la 1re saison a débuté le 8 avril 2019 au Japon, et la série est disponible en simulcast dans les pays francophones sur Wakanim.

## Synopsis
Au lendemain de la Guerre d'unification, toutes les nations du continent d'Eastald sont unies par la force sous un même dirigeant. Pendant la guerre, des organes de fées ont été implantés dans des soldats, leur permettant de convoquer de puissantes fées pour combattre sous leur commandement. Ces soldats ont été surnommés les « soldats féeriques ». Cependant, neuf ans après la fin de la guerre, le conflit persiste, les soldats féeriques et les criminels profitant de l'instabilité d'après-guerre. Pour lutter contre cette menace, l'agence gouvernementale « Dorothea » est créée, il s'agit d'un organisme d’enquête et de répression des crimes liés aux fées.
Maria, nouvelle recrue de Dorothea, fait équipe avec le soldat vétéran Free Underbar, et espère retrouver son amie d'enfance, Veronica, devenue un soldat féerique de manière illégale et travaillant pour une organisation inconnue cherchant à retrouver un mystérieux artefact.

## Anime
L'anime est annoncé en janvier 2019. La réalisation des épisodes est prise en charge par Kenichi Suzuki, au sein du studio P.A.Works, sur un scénario original de Ao Jūmonji. Le character design est confié à Haruhisa Nakata et Takako Shimizu. Le collectif (K)NoW_NAME a composé la bande originale et a produit les génériques de début et de fin.
La série a été programmée pour un total de 24 épisodes, lesquels seront divisés en deux saisons. La seconde saison est annoncée pour octobre 2019.

### Liste des épisodes
| No | Titre français                          | Titre japonais                 | Titre japonais                          | Date de 1re diffusion |
| No | Titre français                          | Kanji                          | Rōmaji                                  | Date de 1re diffusion |
| --- | --------------------------------------- | ------------------------------ | --------------------------------------- | --------------------- |
| 1 | La fille couverte de cendres            | 灰かぶりの少女                 | Haikaburi no shōjo                      | 8 avril 2019          |
| Il y a des années, le continent d'Eastald avait été englouti dans la guerre d'unification, qui avait vu l'utilisation de "soldats féeriques", des humains capables d'appeler les fées à se battre pour eux. Pendant la guerre, le village de Suna est détruit, séparant deux filles, Marlya et Veronica. La guerre se termine avec Eastald s'unissant sous la nation de Zesskia. Des années plus tard, Marlya rejoint la mafia dans l’espoir de retrouver Veronica et rencontre Free, le responsable de la sécurité lors d’une vente aux enchères destinée à vendre une page du Black Fairy Tome. Soudain, Veronica attaque la vente aux enchères et vole la page, incitant Marlya et Free à la poursuivre. Dans la confusion, une fée est libérée par inadvertance et elle fusionne avec Marlya, ce qui la pousse à avoir des flashbacks sur sa vie à Suna et sur la façon dont Veronica a juré de se venger de la destruction du village. Lorsque Marlya a repris conscience, Veronica et Free ont déchaîné leurs fées. Dans le feu de l'action, Marlya invoque par inadvertance sa fée, qui intervient dans le combat et donne à Veronica l'occasion de s'échapper. Free révèle qu'il travaille actuellement pour une organisation gouvernementale appelée Dorothea, dont le but est de contrôler les utilisateurs illégaux de Fairy. En tant qu’utilisatrice illégale de fées elle-même, Marlya est soumise à l’ultimatum de son arrestation ou de son adhésion à Dorothea. Marlya accepte de se joindre à elle dans l’espoir de pouvoir affronter à nouveau Veronica. Pendant ce temps, Veronica remet la page volée à son supérieur, qui l'informe qu'il s'agit d'un faux. |                                         |                                |                                         |                       |
| 2 | Collier de loup et plumes de cygne      | 狼の首輪と白鳥の羽ー           | Ōkami no kubiwa to hakuchō no hane      | 15 avril 2019         |
| 3 | Renard gourmand et corbeau menteur      | 欲ばりキツネと嘘つきカラス     | Yokubari kitsune to usotsuki karasu     | 22 avril 2019         |
| 4 | Politicien impatient et artiste égoïste | せっかち家政婦とわがまま芸術家 | Sekkachi kaseifu to wagamama geijutsuka | 29 avril 2019         |
| 5 | Lune noire et chant de l'enfant perdu   | 黒い月と迷い子の唄             | Kuroi tsuki to mayoigo no uta           | 6 mai 2019            |
| 6 | Compagnon de voyage                     | 旅の道連れ                     | Tabi no michidure                       | 13 mai 2019           |
| 7 | Forgeron obstiné et lapin têtu          | がんこな鍛冶屋と偏屈ウサギ     | Ganko na kajiya to henkutsu usagi       | 20 mai 2019           |
| 8 | Joueur de flûte en bord de scène        | 舞台そでの笛吹き               | Butai sode no fuefuki                   | 27 mai 2019           |
| 9 | Pierre qui roule et sept chevaliers     | 転がる石と七人の騎士           | Korogaru ishi to shichinin no kishi     | 3 juin 2019           |
| 10 | La Calamité                             | 災いの子                       | Wazawai no Ko                           | 10 juin 2019          |
| 11 | Orchestre d'intrus                      | 招かざる音楽隊                 | Manekazaru Ongakutai                    | 17 juin 2019          |
| 12 | Soldat impuissant                       | 無力な兵隊                     | Muryokuna Heitai                        | 24 juin 2019          |

### Génériques
| Générique | Épisodes | Début             | Début       | Fin           | Fin         |
| Générique | Épisodes | Titre             | Artiste     | Titre         | Artiste     |
| --------- | -------- | ----------------- | ----------- | ------------- | ----------- |
| 1         | 1–12     | Knock On the Core | (K)NoW_NAME | Ash-like Snow | (K)NoW_NAME |
| 2         | 13–      | Still Standing    | (K)NoW_NAME | À venir       | À venir     |

### Annotations
1. ↑  La série est programmée pour la nuit du 7 avril 2019 à 24 h, soit le 8 avril à 0 h JST.

### Sources
1. ↑  (en) Rafael Antonio Pineda, « La série Fairy gone listée avec 24 épisodes », sur animenewsnetwork.com, 16 avril 2019 (consulté le 31 mai 2019)
2. ↑  « La série animée Fairy Gone arrive en simulcast chez Wakanim », sur manga-news.com, 8 avril 2019 (consulté le 4 juin 2019)
3. ↑  « P.A.Works dévoile son nouvel animé : Fairy Gone », sur crunchyroll.com, 25 janvier 2019 (consulté le 4 juin 2019)
4. ↑  Bruno de la Cruz, « Fairy Gone en simulcast chez Wakanim », sur animeland.fr, 9 avril 2019 (consulté le 4 juin 2019)
5. ↑  « 24 épisodes au total pour la série animée Fairy Gone », sur nautiljon.com, 15 avril 2019 (consulté le 31 mai 2019)
6. ↑  « Fairy Gone : la série finalement divisée en 2 saisons », sur nautiljon.com, 18 mai 2019 (consulté le 4 juin 2019)
7. ↑  (en) Egan Loo, « La 2e partie de la série Fairy gone sera diffusée en octobre », sur animenewsnetwork.com, 20 mai 2019 (consulté le 4 juin 2019)